# Attagenus nepalensis
Attagenus nepalensis là một loài bọ cánh cứng trong họ Dermestidae. Loài này được Háva miêu tả khoa học năm 2001.